# Hendrik Soermans
Hendrik Soermans, Johann Heinrich Soermans (ur. 2 czerwca 1700 w Giessen-Oudekerk, Holandia, zm. 13 sierpnia 1775 w Gdańsku) – patrycjusz, kupiec i armator gdański, holenderski dyplomata, wyznawca kalwinizmu. 
Do Gdańska przybył wraz z bratem w 1720 w charakterze kupca, w 1727 uzyskał jego obywatelstwo, w 1744 współzałożyciel firmy kupiecko-armatorskiej Soermans en Schopenhauer, pełniący też funkcję komisarza Holandii w Gdańsku (1754-1775). Do jego rodziny należała posiadłość V Dworu (1740-), leżąca przy obecnej ul. Polanki 117. Ufundował jedną ze stalli w kościele św. Jana (1751) i założył fundację dobroczynną przy kościele św. Piotra i Pawła (1773). Zmarł w Gdańsku i został pochowany w kościele św. Piotra w grobie nr 99.